# Antonio Royo Marín
Antonio Royo Marín O.P. (Morella, Castellón, 1913 - Villava, 17 de abril de 2005) foi um religioso e teólogo espanhol, autor de inúmeras obras de alcance internacional.

## Biografia
Em 1939 ingressou na Ordem dos dominicanos e em 1944 foi ordenado padre. Foi professor emérito de Teologia Moral e Dogmática da Universidade de San Esteban, de Salamanca. Recebeu do Papa João Paulo II a medalha Pro Ecclesia et Pontifice, em consideração a sua dedicação à Igreja e ao Papado.
Em Junho de 1948 foi aprovado "summa cum laude" com uma tese de Doutorado sobre o tema "Teología de la perfección cristiana", resultando ser, com o tempo, um dos mais conhecidos de seus escritos, publicado depois pela Biblioteca de Autores Cristianos (BAC) e traduzido para várias línguas.

## Obras
- 1954 - Teología de la perfección cristiana. Madrid: B.A.C.
- 1956 - Teología de la salvación. Madrid: B.A.C.
- 1956 - Las siete Palabras de Nuestro Señor Jesucristo en la cruz. Editora San Esteban.
- 1957 - Teología moral para seglares. Madrid: B.A.C.
- 1957 - El misterio del más allá, Rialp.
- 1959 - El mundo de hoy, Rialp
- 1960 - Teología de la caridad. Madrid: B.A.C.
- 1963 - Dios y su obra. Madrid: B.A.C.
- 1961 - Jesucristo y la vida cristiana. Madrid: B.A.C.
- 1965 - La vida religiosa. Madrid: B.A.C.
- 1967 - Espiritualidad de los seglares. Madrid: B.A.C.
- 1968 - La Virgen María. Teología y espiritualidad marianas. Madrid: B.A.C.
- 1969 - Teología de la esperanza. Respuesta a la angustia existencialista. Madrid: B.A.C.
- 1970 - Doctoras de la Iglesia: Doctrina espiritual de Santa Teresa y Santa Catalina de Siena. Madrid: B.A.C.
- 1970 - La fe de la Iglesia. Lo que ha de creer el cristiano de hoy. Madrid: B.A.C.
- 1972 - El gran desconocido. El Espíritu Santo y sus dones. Madrid: B.A.C.
- 1973 - Los grandes maestros de la vida espiritual. Historia de la espiritualidad cristiana. Madrid: B.A.C.
- 1975 - La oración del cristiano. Madrid: B.A.C.
- 1977 - Somos hijos de Dios. Misterio de la divina gracia. Madrid: B.A.C.
- 1984 - Una oración espléndida. Elevación a la Santísima Trinidad, Editora Palabra
- 1995 - ¿Se salvan todos?: estudio teológico sobre la voluntad salvífica universal de Dios. Madrid: B.A.C.
- 1997 - El sacramento del perdón. Madrid: B.A.C.
- 1998 - Santa Teresa de Lisieux, Doctora de la Iglesia. Madrid: B.A.C.
- 1999 - Alabanza a la Santísima Trinidad. Madrid: B.A.C.
- 2000 - Ser o no ser santo… Ésta es la cuestión. Madrid: B.A.C.
- 2001 - Por qué soy católico. Confirmación en la fe. Madrid: B.A.C.
- 2002 - Doctoras de la iglesia. Santa Teresa de Jesús, Santa Catalina de Siena y Santa Teresa de Lisieux. Madrid: B.A.C.
- 2003 - Sentir con la Iglesia: la Iglesia de Cristo y la salvación eterna. Madrid: B.A.C.